# Paludirex
Paludirex (з лат. «болотний цар») — вимерлий рід крокодилів. Час і локалізація існування — від пліоцену і плейстоцену, Австралія. Залишки цієї тварини були знайдені в Ріверслей, Квінсленд (Австралія). Це був крокодил середнього розміру, який, за оцінками, виріс до 4 метрів у довжину. Він мав великі конічні зуби із зубцями та надзвичайно широку морду (довжина його черепа становила 65 сантиметрів), особливості, які, ймовірно, дозволяли йому спеціалізуватися на засідці здобичі на мілководді.
Відомо два види:  Paludirex vincenti , названий Йорго Рістевським та його колегами у 2020 році, та  P. gracilis , спочатку названий Полом Віллісом та Ральфом Молнаром у 1997 році та переданий до роду Рістевським та його колегами. Обидва спочатку належали до роду Pallimnarchus (що означає «правитель усіх боліт»), названого Чарльзом Волтером Де Вісом в 1886 році на основі фрагментарного матеріалу, що належав до багатьох видів. Хоча частину цього матеріалу згодом було вибрано як лектотип, значна частина його втрачена, і Рістевський та його колеги вважали, що він не має відмітних рис.